# ボリス・ベレゾフスキー (ピアニスト)
ボリス・ベレゾフスキー（ボリス・ヴァディモヴィチ・ベレゾフスキー、ロシア語: Бори́с Вади́мович Березо́вский, 英語: Boris Vadimovich Berezovsky, 1969年1月4日 - ）はモスクワ出身のロシアのピアニスト。　

## 略歴
モスクワ音楽院で名教師エリソ・ヴィルサラーゼに師事した。1987年、リーズ国際ピアノ・コンクールで4位入賞。1988年、ロンドンのウィグモア・ホールにてデビュー。タイム誌は彼を「非常に優れた有望さのある芸術家であり、目もくらむような高度な技術と畏敬の念を起こさせる力を持った演奏家だ」と評した。1990年、チャイコフスキー国際コンクールで優勝。2005年、パリのシャンゼリゼ劇場で初のソロリサイタルを開く。2006年、同所でフランス国立管弦楽団と共演。2007年、ルーブル美術館で7連続リサイタル公演「カルト・ブランシュ」を行った。現在リストやシューマン、メトネル、ラフマニノフ、ハチャトゥリアンなどの録音がある。また、フランツ・リストの超絶技巧練習曲全曲連続演奏の動画がインターネット上に出回り、一躍有名になった。この時の演奏は非常に評価が高い。

## ロシアのウクライナ侵攻による影響
2022年2月にロシアがウクライナ侵攻を行い、民間人に対する無差別攻撃の犠牲者や多くの難民が発生した。
同年3月10日、ベレゾフスキーはロシア政府系テレビ局のトーク番組に出演し、「素朴な質問がある。彼ら（ウクライナ）に情けをかけ、慎重に物事を進めているのは分かる。だが、彼らを気にかけるのはやめて（キエフを）包囲し、電力を遮断したらどうだろうか」などと述べた。これを受けて、パリ室内管弦楽団の音楽監督であるラルス・フォークトは「私の元友人、ボリス・Bがこのような発言をしたとは信じられない。だが、私は彼の口からその言葉を聞いた。私たちの友情は正式に終わった」とツイートし、ピアニストのガブリエラ・モンテーロも「とてもがっかりした」とのツイートを投稿した。
3月16日の記事によると、自らの発言を後悔したベレゾフスキーは、所属事務所を通じてフランスの音楽ジャーナリストであるアラン・ロンペックに声明を送った。それによると、本人には戦争を容認する意図は無かったという。問題の番組に出演・発言をしたことについては、爆弾によるキエフでの大惨事を避ける意図だったが、最後まで発言することを許されなかったとしている。同記事では、2012年1月にベレゾフスキーの娘でピアニストであるエブリン・ベレゾフスキーが弟とともにアレクセイ・ナワリヌイを支持するデモの参加の容疑でロシア警察に逮捕されたが、他の抗議者に課せられた刑に服することなく釈放されたことが記されている。イギリスの音楽ジャーナリストであるノーマン・レブレヒトは、その条件がベレゾフスキーの現在の行動に関連している可能性があると推察している。
3月17日、所属事務所がべレゾフスキーを解雇した。声明によると、事務所は約20年もの間、べレゾフスキーの代理人としてキャリアの全てに関わってきた。ベレゾフスキーからは問題の発言について釈明する声明を伝えて欲しいという依頼も受けていたが、事務所としてはベレゾフスキーの発言を強く非難し、代理人業務を停止しなくてはならないとの判断をしたという。
この件により、同年6月にモンテカルロで予定されていたリサイタルは中止され、モンテカルロ・フィルハーモニー管弦楽団との共演はイヴォ・カハーネクに交代となった。